# Franco Maltomini
Franco Maltomini (Piombino, 31 marzo 1946) è un filologo classico, grecista e papirologo italiano.

## Biografia
Laureato in Lettere classiche presso l'Università di Pisa nel 1972 (allievo di Vincenzo Di Benedetto), si è specializzato presso la Scuola Normale Superiore nel 1974. Dapprima contrattista, e poi assistente, presso la cattedra di Letteratura Greca a Pisa, è divenuto nel 1982 professore associato nello stesso ateneo, dove ha tenuto i corsi di Filologia Greca e Papirologia. Tra la fine degli anni '70 e la fine degli anni '80 ha ottenuto finanziamenti per le sue ricerche in Germania, specialmente ad Heidelberg e Colonia.
Nel 1994 è stato nominato primo professore di Papirologia dell'Università di Udine, detenendone quindi la cattedra fino al pensionamento nel 2012. Occasionalmente ha tenuto corsi, lezioni e seminari di Letteratura Greca, Filologia Classica e Metrica Greca. Nell'ateneo friulano ha anche ricoperto incarichi istituzionali, tra cui quello di direttore dell'allora Dipartimento di Glottologia e Filologia Classica.

## Attività di ricerca
Maltomini ha concentrato le sue ricerche dapprima sulla tragedia greca, approfondendo questioni testuali e interpretative soprattutto di Eschilo ed Euripide. A partire dalla seconda metà degli anni '70 si è dedicato sempre più ai papiri, in maniera speciale a quelli magici, approfondendo anche gli aspetti culturali dedicati alla magia nel mondo antico. Nel corso degli anni ha studiato e pubblicato numerosi papiri e reperti inediti, di contenuto principalmente letterario (Stesicoro, Eschilo, papiri cristiani) e magico.
Il suo contributo principale alla papirologia è stata la riedizione, con ampio commento, dei Papyri Graecae Magicae originariamente curati da Karl Preisendanz. Nel 1986 ha pubblicato con Alessandro Lami un'edizione con traduzione e commento dei Dialoghi marini, degli dei, del Giudizio delle dee e dei Dialoghi delle cortigiane di Luciano e nel 2012 ha tradotto il saggio di Porfirio Sui simulacri; nel 2016 è stato tra gli editori del volume LXXXII dei Papiri di Ossirinco.

## Opere principali

### Monografie
- Luciano, Dialoghi di dei e cortigiane, introduzione, traduzione e note di Alessandro Lami e Franco Maltomini, Milano, Rizzoli, 1986, ISBN 88-17-16563-8.
- Supplementum Magicum, edited with translations and notes by Robert W. Daniel and Franco Maltomini, I, Opladen, Westdeutscher Verlag, 1990, ISBN 35-310-9926-4.
- Supplementum Magicum, edited with translations and notes by Robert W. Daniel and Franco Maltomini, II, Opladen, Westdeutscher Verlag, 1992, ISBN 35-310-9933-7.
- Porfirio, Sui simulacri, traduzione di Franco Maltomini, introduzione e note di Mino Gabriele, IIª ed., Milano, Adelphi, 2012, ISBN 978-88-45-92654-9.
- F. Maltomini et all. (a cura di), The Oxyrhynchus Papyri, LXXXII, London, The Egypt Exploration Society, 2016, ISBN 978-08-56-98230-9.

### Saggi
- Franco Maltomini, Due papiri magici inediti, in Studi Classici e Orientali, vol. 31, 1981,  pp. 111-7.
- Franco Maltomini, Cristo all'Eufrate P.Heid.G.1101: Amuleto cristiano, in Zeitschrift für Papyrologie und Epigraphik, vol. 48, 1982,  pp. 149-70.
- Franco Maltomini e Marco Fantuzzi, Ancora magia in Teocrito (VII 103-114), in Zeitschrift für Papyrologie und Epigraphik, vol. 114, 1996,  pp. 27-29.